# Puente colgante de Menai
El puente colgante de Menai (en inglés: Menai Suspension Bridge; en gaélico escocés: Pont Grog y Borth), es un puente colgante entre la isla de Anglesey y Gales. Fue diseñado por Thomas Telford y se completó en 1826, siendo uno de los primeros puentes colgantes modernos.  Entre 1826 y 1836 ostentó el récord de mayor puente colgante del mundo.
El puente fue temporalmente, en 1987, uno de los antiguos bienes de la Lista Indicativa de Reino Unido.

## Construcción

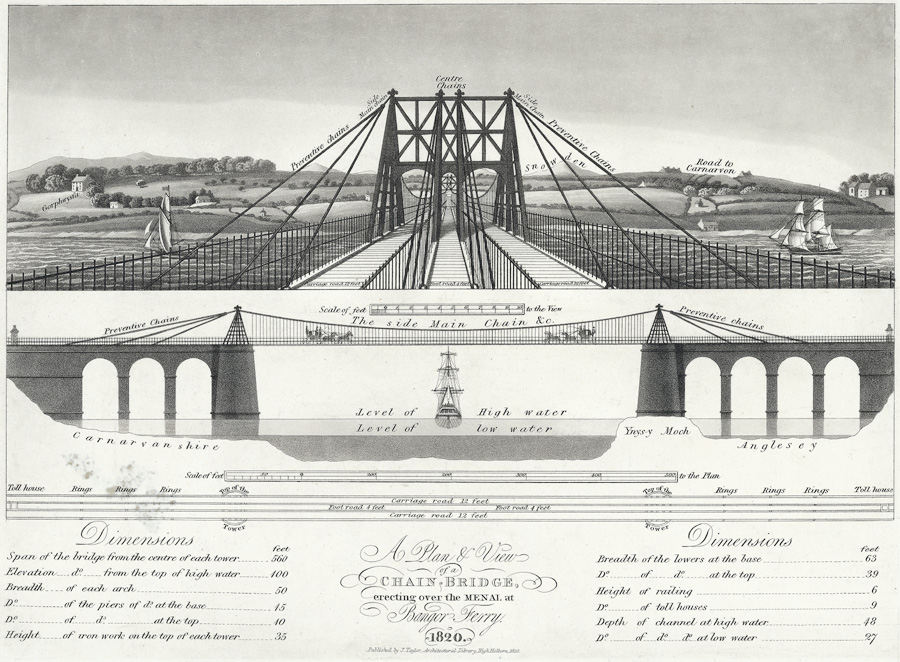
Vista y plano del puente elaborado en la década de 1820.

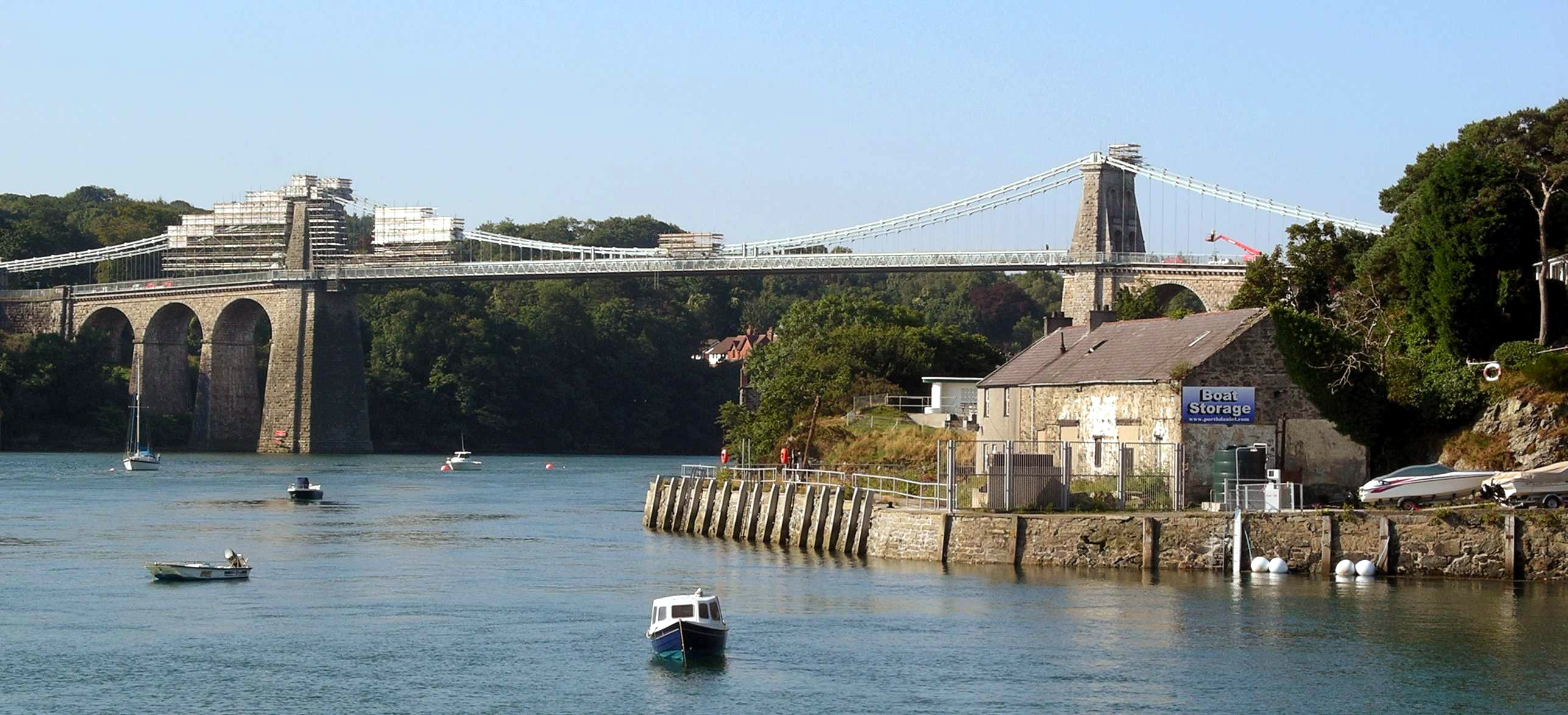
El puente Colgante de Menai siendo pintado, agosto de 2005.

Antes de la finalización del puente en 1826, la isla de Anglesey no tenía conexión fija con el continente y todo el tráfico, hacia y desde ella, se desarrollaba mediante ferry (o, con dificultad, a pie con marea baja). No obstante, el Acta de Unión de 1800 incrementó la necesidad de transporte hacia Irlanda, y con Holyhead como una de las terminales principales a Dublín, se decidió que se necesitaba un puente.
La tarea de mejorar la ruta de Londres a Holyhead se le encomendó a Thomas Telford, y una de las mejoras clave fue su diseño de puente colgante sobre el Estrecho de Menai entre un punto cercano a Bangor en el continente y con el que entonces era el pueblo de Porthaethwy, conocido hoy en día como Menai Bridge en Anglesey. El diseño del puente tenía que permitir la navegación a los barcos de una altura de 100 pies para pasar bajo la cubierta en marea alta.
La construcción del puente comenzó en 1819 con las torres en sendos lados del estrecho. Estas se construyeron con piedra caliza de Penmon y estaban huecas con tabiques cruzados internos. Después se colocaron las 16 enormes cadenas de cables, cada una hecha a partir de 935 barras de hierro que soportan la longitud de 176 metros. Para evitar el óxido cada cable se empapó en primer lugar en aceite de linaza. El puente se inauguró con mucha fanfarria el 30 de enero de 1826 y logró exitosamente reducir el viaje de 36 horas de Londres a Holyhead en 9 horas.

## Historia posterior

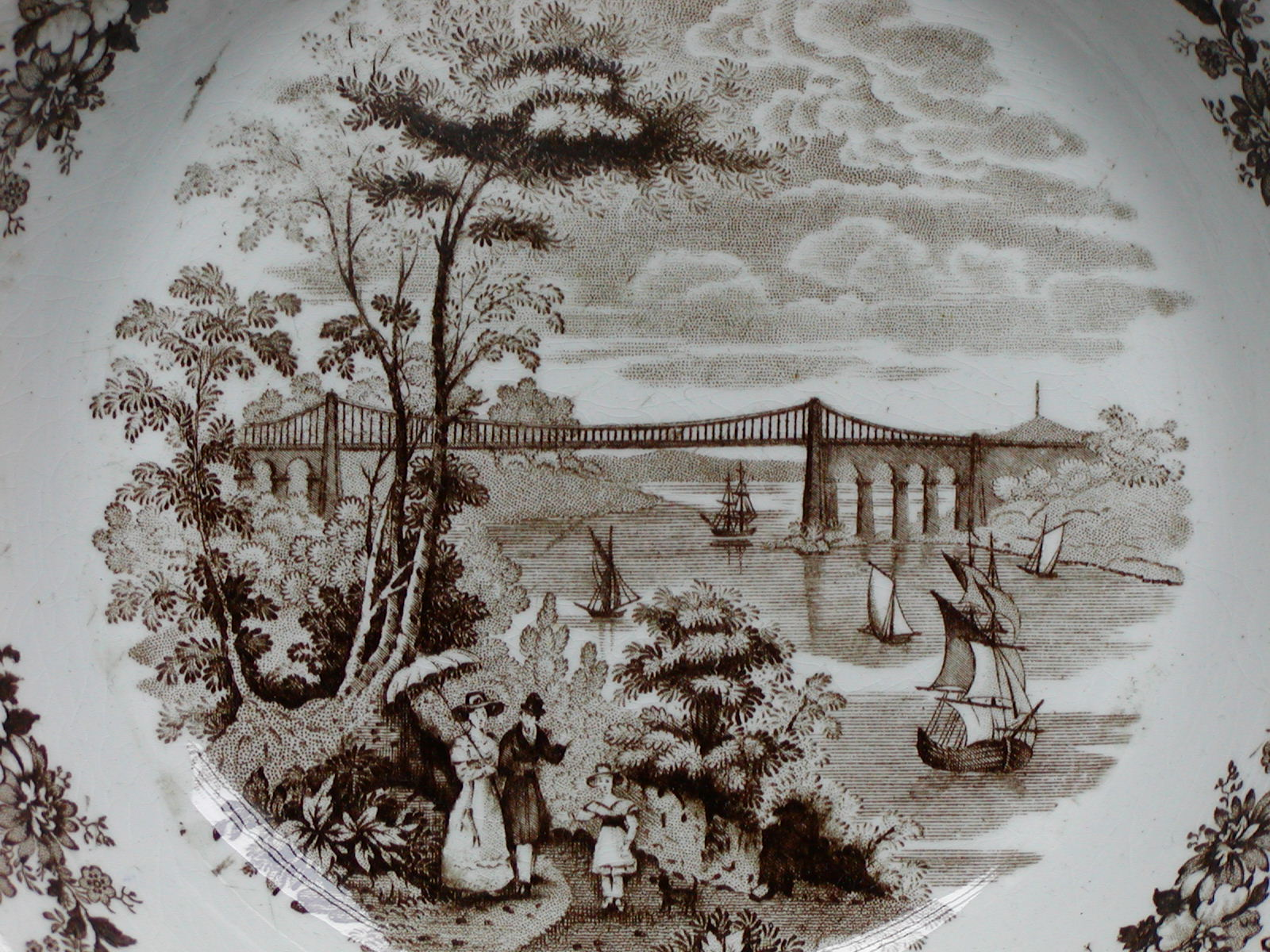
El puente tal y como se pintó en un plato de gres de Staffordshire en la década de 1840. (Desde la casa de J L Runeberg).

En 1839 se vio dañado a causa de las ráfagas de viento, la carretera tuvo que ser ampliamente reparada y en 1893 toda la superficie de madera fue sustituida por una cubierta de acero. Pasados los años, el límite de 4,5 toneladas de peso resultó problemático por la creciente industria del transporte y en 1938 las cadenas originales de hierro fueron sustituidas por otras de acero sin la necesidad de cerrar el puente. En 1999 el puente fue cerrado de nuevo alrededor de un mes con el objetivo de repavimentar la superficie y fortalecer la estructura, lo que requirió que todo el tráfico cruzara por el cercano Puente Britannia.
El 28 de febrero de 2005 el puente fue propuesto a la Unesco como candidato a Patrimonio de la Humanidad y, coincidiendo el mismo día en que una calzada del puente fue cerrada durante seis meses restringiendo el tráfico a una única calzada de manera que el tráfico viajara al continente por la mañana y hacia Anglesey por la tarde.
El puente fue finalmente reabierto al tráfico en ambas direcciones el 11 de diciembre de 2005 después de que se volviera a pintar de manera significativa por primera vez en 65 años.

## Alrededores
El pueblo más cercano es Menai Bridge. El Sendero Marítimo de Anglesey pasa por debajo del puente, en el cual se encuentra un monumento conmemorativo a las víctimas de la Catástrofe de Aberfan en el lado de Anglesey.